# Mnichovice, Benešov
Mnichovice là một làng thuộc huyện Benešov, vùng Středočeský, Cộng hòa Séc.